# Peter Naur

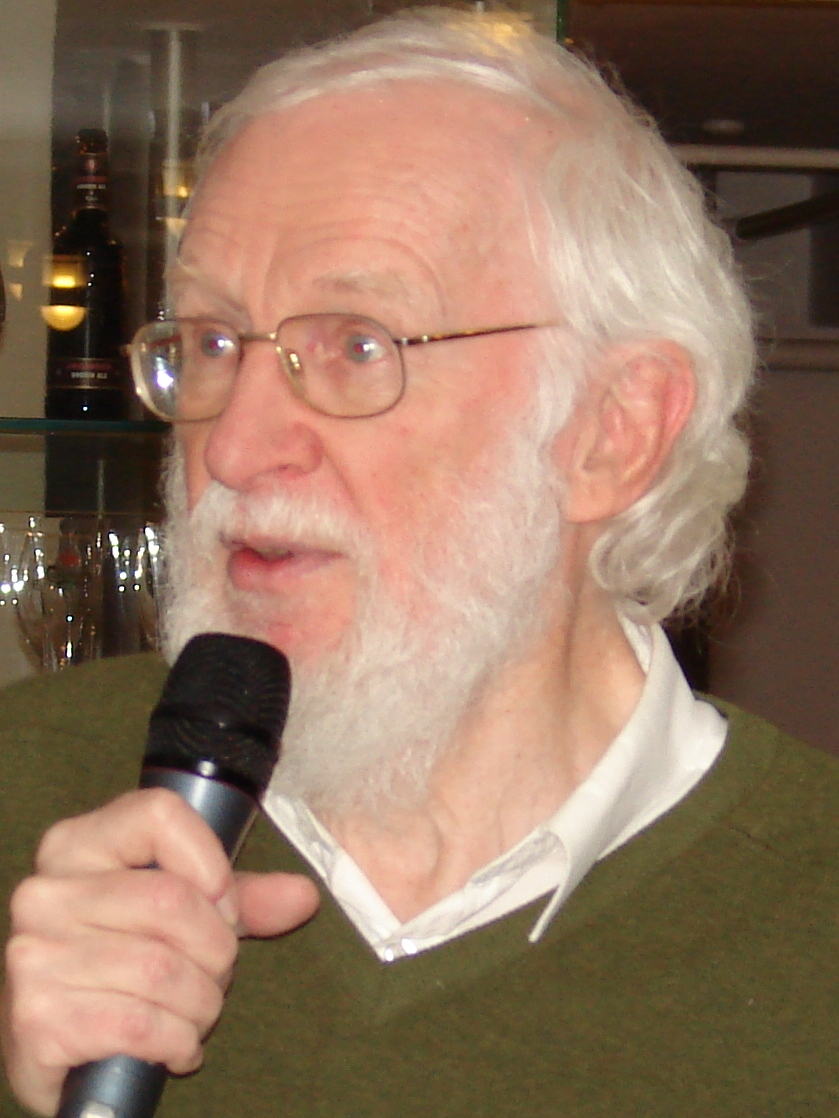
Peter Naur

Peter Naur (sinh ngày 25.10.1928 tại Frederiksberg, Zealand) là người Đan Mạch tiên phong trong Khoa học máy tính và được giải Turing của "Asociation for Computing Machinery" năm 2005. Tên Naur là chữ N trong ký hiệu BNF (Backus-Naur form) được dùng trong việc miêu tả "cú pháp" ở phần lớn ngôn ngữ lập trình máy tính. Naur đã đóng góp lớn vào việc lập ra ngôn ngữ lập trình ALGOL 60

## Sự nghiệp
Peter Naur học ngành Thiên văn học ở Đại học Copenhagen. Tốt nghiệp năm 1949 và làm việc ở Trạm quan sát Thiên văn của Đại học Copenhagen từ năm 1953 tới năm 1959. Năm 1957 Naur đậu bằng tiến sĩ Thiên văn học. Tuy học ngành Thiên văn, nhưng Naur lại quan tâm tới Máy tính. Từ năm 1959 tới 1969 Naur làm việc ở Trung tâm Tính toán (ở Copenhagen), đồng thời giảng dạy tại Viện Niels Bohr và Đại học Kỹ thuật Đan Mạch. Năm 1969 Naur được mời làm giáo sư khoa máy tính ở Đại học Copenhagen với mục tiêu xây dựng 1 Viện máy tính cho trường này (nay là Khoa Máy tính của Đại học Copenhagen). Naur làm việc ở đây tới năm 1998.
Lĩnh vực chính của Peter Naur là thiết kế, cơ cấu và thực hiện các Chương trình máy tính và Thuật toán. Naur đi tiên phong trong các lĩnh vực Công nghệ phần mềm và Kiến trúc phần mềm. Trong sách "Computing: A Human Activity" (1992) Naur tập hợp các đóng góp của mình trong Khoa học máy tính. Naur bác bỏ trường phái lập trình (coi lập trình là 1 ngành của Toán học). Naur không muốn tên mình được đưa vào Công thức Backus-Naur (do Donald Knuth, Đại học Stanford) gán cho và nói rằng mình thích gọi công thức đó là Backus Normal Form. Naur cũng không thích từ Khoa học Máy tính và đề nghị dùng từ "Datalogy" (Dữ liệu học) thay thế. Từ này hiện được Đan Mạch và Thụy Điển chấp nhận (gọi là Datalogi). Năm 2005 Naur được giải Turing cho công trình ngôn ngữ lập trình ALGOL 60. Hiện Naur là người Đan Mạch duy nhất được giải này.